# Labdaházi eskü
A labdaházi eskü (franciául serment du Jeu de paume, tkp. „teniszpályai eskü”) a francia forradalom kezdetének egyik jelentős epizódja, melynek során Versailles-ban a Nemzetgyűléssé átalakult Rendi Gyűlés képviselői 1789. június 20-án esküt tettek arra, hogy „soha el nem válnak egymástól, és mindenütt összegyűlnek, ahol a körülmények azt megkívánják, mindaddig, amíg a királyság alkotmányát meg nem alkotják és szilárd alapokra nem fektetik.”

## Előzmények
1789. május 5-én megnyílt a Rendi Gyűlés. A harmadik rend képviselői - jóllehet: létszámuk az első két rend képviselőinek összlétszámával megegyező volt - súlyuknak megfelelően a képviselők együttes ülésezését szorgalmazták. Nem voltak hajlandók a két másik rendtől elkülönülten igazolni megbízóleveleiket, sőt május 6-án magukat „a kommunák küldötteinek” nevezték. Egy hónapon keresztül „passzív ellenállást” tanúsítottak.

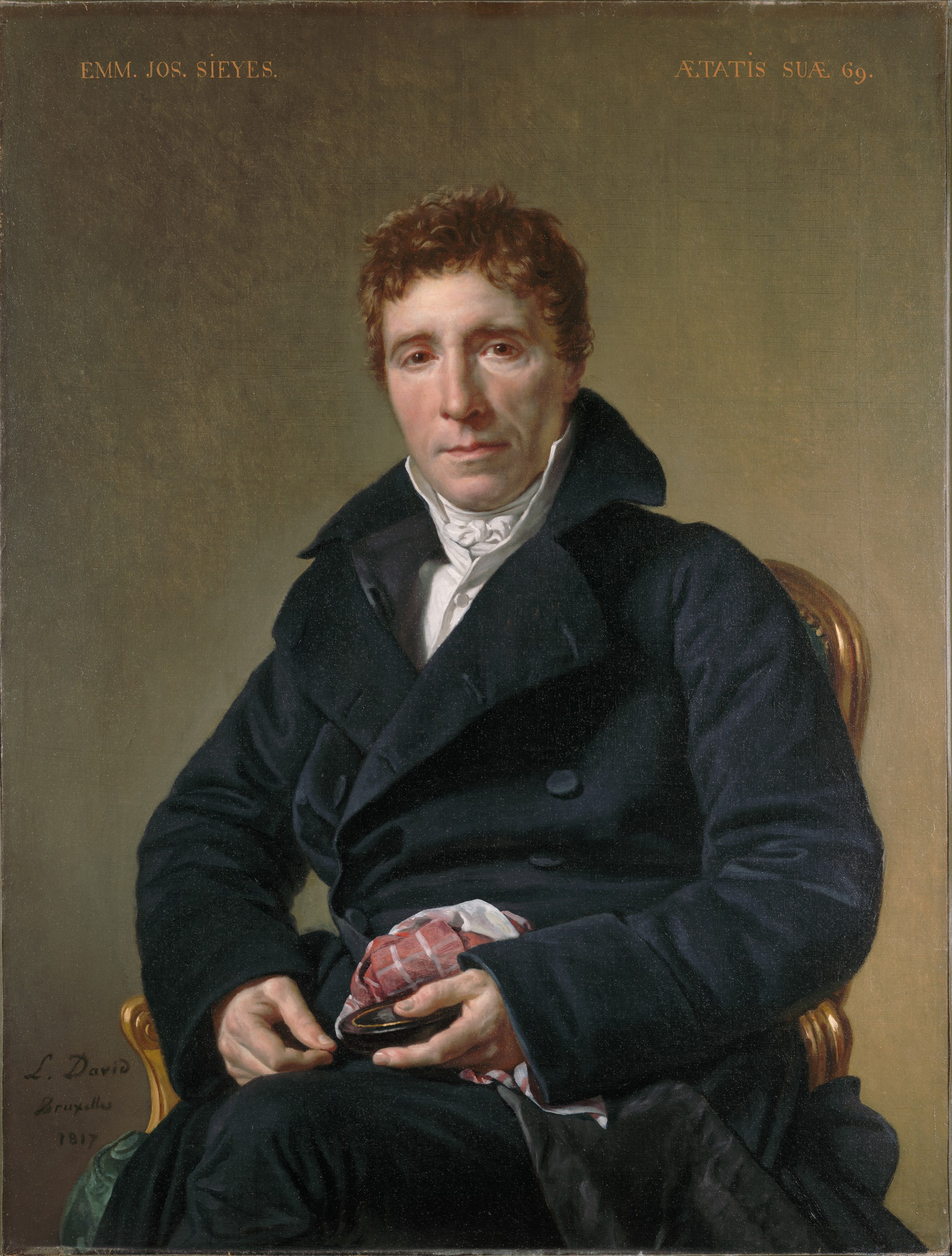
Jacques-Louis David: Sieyès abbé, a „Mi a harmadik rend?” (Qu'est-ce que le Tiers-État?) című röpirat szerzője

Június 10-én Emmanuel Joseph Sieyès abbé javaslatára a harmadik rend felszólította a másik két rendet, hogy csatlakozzon hozzá, és közösen ellenőrizzék a „nemzet összes képviselőjének” megbízóleveleit. 13-án Alsó-Poitou három plébános képviselője nyitotta meg a csatlakozók sorát. Így az egyháziakkal megerősödve a gyűlés június 17-én Sieyès javaslatára Nemzetgyűlésnek nyilvánította magát. Ezzel az elnevezéssel egyben elvetette az egész rendi társadalmat és új, a királytól független hatalmat hozott létre. Másnap, június 18-án kinyilvánította, hogy az adók megszavazása az ő joga és „az állam hitelezőit a francia nemzet loyalitása és becsülete védelme alá” helyezte. Aztán június 19-én a papság - kis szavazattöbbséggel - a csatlakozás mellett döntött.
A Nemzetgyűlés megalakulása egyben megszilárdította a király táborát is. A hozzá hű püspökök és nemesek az - éppen a legidősebb fia június 4-i halálát gyászoló - uralkodót, XVI. Lajost ellenállásra biztatták. Necker, a király minisztere szintén úgy látta, hogy a királynak magához kell ragadnia a kezdeményezést. Felvetette egy királyi ülés gondolatát, ahol az uralkodó kinyilvánítja, hogy mit fogad el és mit nem a követelések közül. Addig is azonban az ülés előkészítése okán és ürügyével (mindkettő fontos!) az ülésezésre szolgáló Menus Plaisirs palota nagytermét bezárták.

## Az eskü
Mivel a képviselőket késve értesítették, azok június 20-án meglepődve tapasztalták, hogy az ülésterem zárva van. Bizonyos tanácstalanságot követően Bailly, a Nemzetgyűlés korelnöke (június 12-e és július 3-a között elnöke) elrendelte, hogy a Saint-François és Vieux-Versailles utca sarkán álló labdaházban (tulajdonképpen egy fedett teniszpálya, ahol a tenisz egyik korai formáját, a jeu de paume-t űzték) gyűljenek össze. A gyűlés a következőket rendelte el:
„Mivel a Nemzetgyűlést a királyság alkotmányának meghatározására, a közrend megújítására és a monarchia igaz elveinek fenntartására hívták össze, semmi sem gátolhatja meg, hogy tanácskozásait ott folytassa, ahová a szükség kényszeríti őt, hiszen a Nemzetgyűlés ott van, ahol tagjai összegyűltek, bárhol legyen is az. A Nemzetgyűlés elrendeli, hogy tagjai azonnal és ünnepélyesen esküdjenek meg arra, hogy sohasem oszlanak szét, és bárhol összegyűlnek, ahol a körülmények megkövetelik, amíg létre nem hozták és szilárd alapokra nem fektették a királyság alkotmányát, és amint letették ezt az esküt, valamennyi tagja egyéni aláírásával erősítse meg megingathatatlan elhatározását.”
Az egyes képviselők a következő szövegű esküt tették le:
„Esküszünk, hogy sohasem válunk meg a Nemzetgyűléstől, s bárhol összegyűlünk, ahol a körülmények megkövetelik, amíg létre nem hoztuk és szilárd alapokra nem fektettük a királyság alkotmányát.”
Az esküt - Martin Dauch kivételével - mindenki letette.

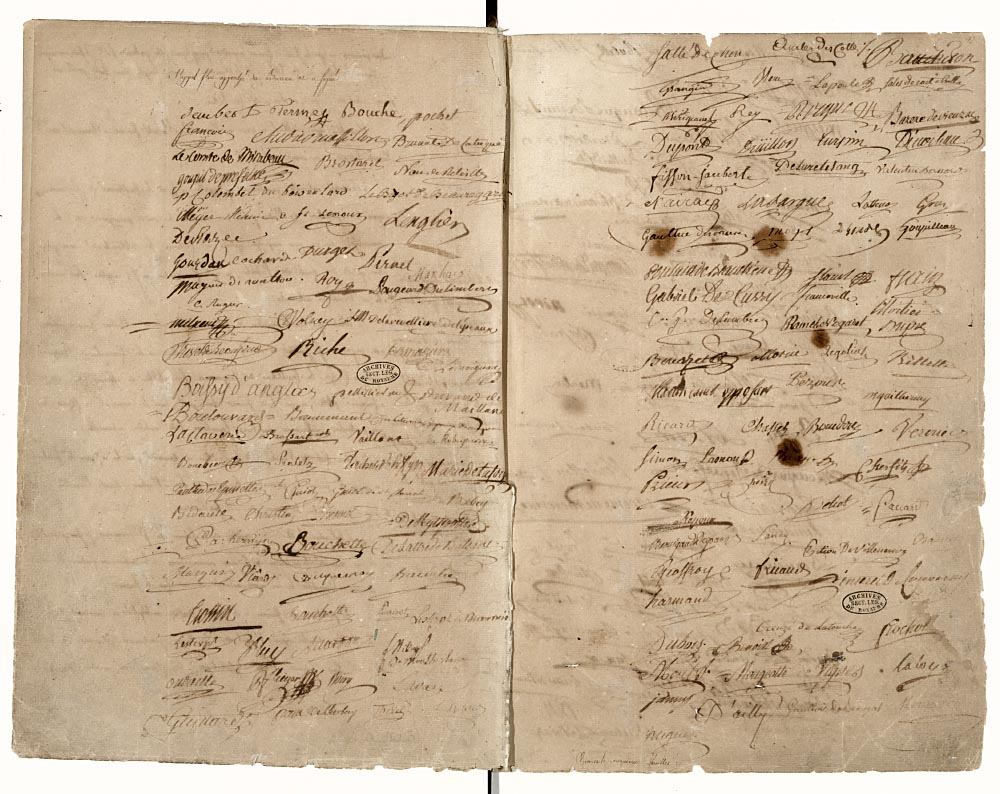
Az eskü aláírt példánya

## Következmények

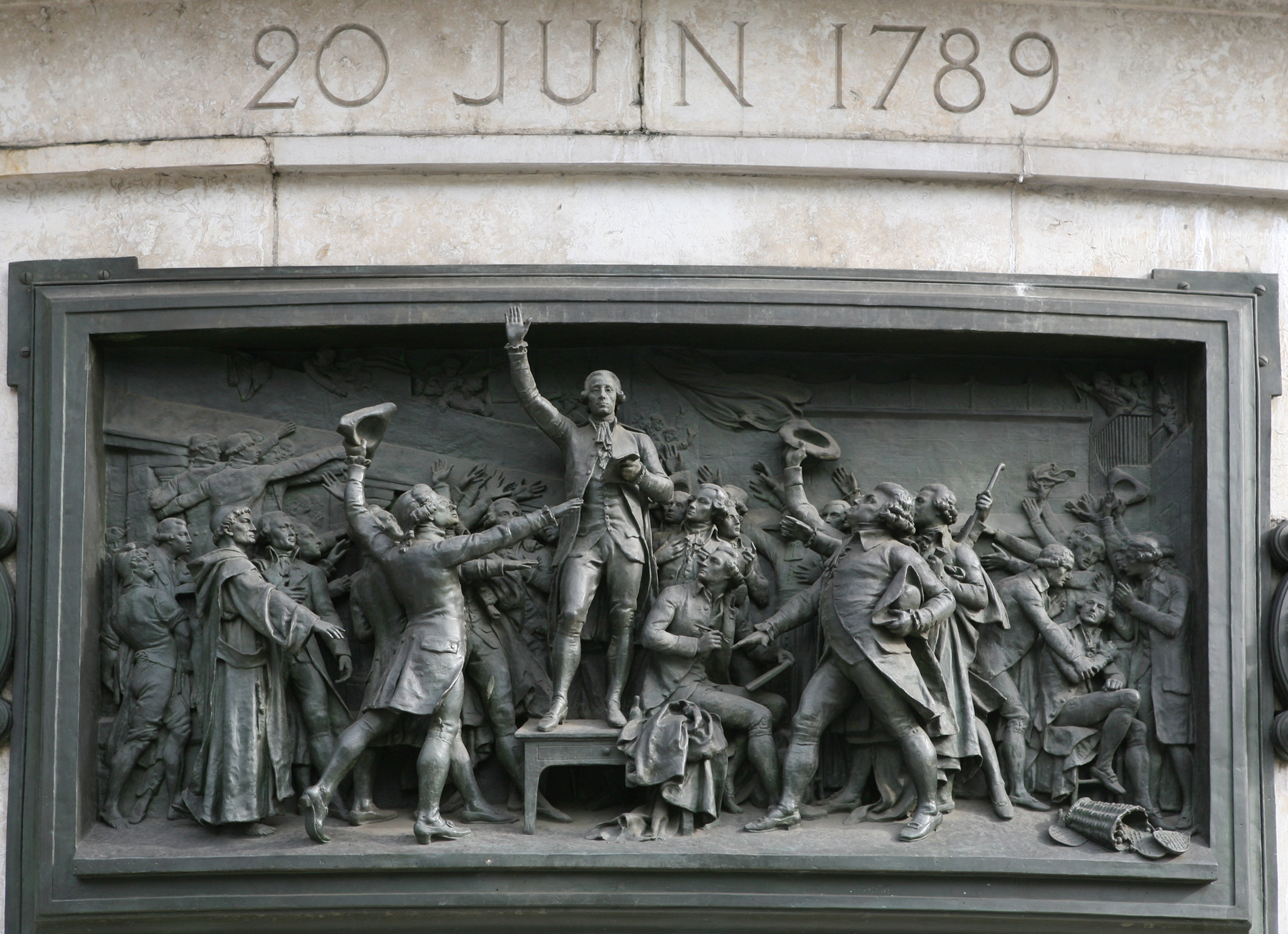
Léopold Morice: Jeu de Paume című bronz magas domborműve, Köztársaság emlékmű, Place de la République, Párizs

Június 23-án a király megjelent a Nemzetgyűlés előtt. Nyilatkozatában az adók és a kölcsönök megszavazásának jogát a rendekre ruházta, elfogadta a személyes szabadságot, a sajtó szabadságát, a közigazgatás decentralizálását. Összességében elfogadta a liberális követeléseket, de elutasította a jogok egyenlőségét: a hivatalok nem mindenki számára elérhetők, a fejenkénti szavazás csak bizonyos kérdésekre korlátozódik, a változások nem érintik a következő rendi gyűléseket. Javaslatait - melyek egy arisztokratikus monarchiát céloztak meg - éppen ezért a Nemzetgyűlés elutasította. A király pedig az ellenszegülő képviselőkkel szemben ekkor nem alkalmazott erőszakot.
A helyzetet tovább bonyolította, hogy június 25-én 47 nemes csatlakozott a harmadik rendhez. Így az uralkodó június 27-én maga parancsolta meg a kiváltságosoknak, hogy csatlakozzanak a Nemzetgyűléshez. Az Alkotmányozó Nemzetgyűlés ezzel tulajdonképpen létrejött, bár hivatalosan csak július 9-én vette fel a nevet.
A király és környezete közben ellencsapásra készült: csapatokat vezényelt Párizs köré, július 11-én pedig menesztette Neckert. A felkelés július 12-én kitört.